# قارلق (بجنورد)
قارلق (بجنورد)، روستایی از توابع بخش گرمخان شهرستان بجنورد در استان خراسان شمالی ایران است.

## جمعیت
این روستا در دهستان گرمخان قرار دارد و براساس سرشماری مرکز آمار ایران در سال ۱۳۸۵، جمعیت آن ۶۰۹ نفر (۱۵۱خانوار) بوده‌است.

## زبان
مردم روستای قارلق کرد هستند و به زبان کردی تکلم می کنند.